# نقره‌سنجی
نُقره‌سَنجی نوعی اندازه‌گیری حجمی است که در آن از رسوب‌شدن نمک‌های نقره (کرمات نقره یا کلرید نقره) استفاده می‌کنند.
دستگاهی که می‌توان با آن مقدار نمک‌های موجود در یک مخلوط را از طریق رسوب‌دادن نقره اندازه‌گیری کرد «نقره‌سنج» نام دارد.